# Чемпионат мира по тяжёлой атлетике 1905 (II)
Чемпионат мира по тяжёлой атлетике 1905 года — 7-й чемпионат мира, который прошёл 11 — 13 июня 1905 года в Дуйсбурге (Германия). В первенстве приняли участие 7 атлетов из 2 стран.
Программа чемпионата состояла из пятиборья: рывок (правой, левой и двумя руками), жим двумя руками и толчок двумя руками. Соревнования проводились без разделения на весовые категории
Трехкратным чемпионом мира стал Йозеф Штайнбах (Австро-Венгрия).
В 1905 году чемпионат мира по тяжёлой атлетике проводился трижды: в Берлине, Дуйсбурге (оба — Германия) и Париже (Франция).

## Медальный зачёт
| Место | Страна         | Золото | Серебро | Бронза | Всего |
| ----- | -------------- | ------ | ------- | ------ | ----- |
| 1     | Австро-Венгрия | 1      | 0       | 0      | 1     |
| 2     | Германия       | 0      | 1       | 1      | 2     |
| Всего | Всего          | 1      | 1       | 1      | 3     |

## Результаты чемпионата
| Место | Спортсмен      | Страна         | Сумма (кг) | Рывок правой рукой (кг) | Рывок левой рукой (кг) | Рывок двумя руками (кг) | Жим двумя руками (кг) | Толчок двумя руками (кг) |
| ----- | -------------- | -------------- | ---------- | ----------------------- | ---------------------- | ----------------------- | --------------------- | ------------------------ |
| 1     | Йозеф Штайнбах | Австро-Венгрия | 517,5      | 57,5                    | 65,0                   | 95,0                    | 130,0                 | 160,0                    |
| 2     | Г. Нейхауз     | Германия       | 515,0      | 65,0                    | 80,0                   | 105,0                   | 120,0                 | 145,0                    |
| 3     | А. Зейлос      | Германия       | 510,0      | 65,0                    | 70,0                   | 90,0                    | 130,0                 | 155,0                    |

## Ссылка
- Статистика Международной федерации тяжёлой атлетики